# Museu de Belas-Artes de Houston
O Museu de Belas-Artes de Houston (The Museum of Fine Arts, Houston, MFAH), localizado na cidade de Houston, é um dos maiores museus dos Estados Unidos e o mais antigo do estado do Texas. A coleção permanente do museu se estende por mais de 6 000 anos de história com aproximadamente 64 000 trabalhos dos seis continentes. Os programas e coleções do museu são alocados em sete instalações.
O museu beneficia a comunidade de Houston através de programas, publicações e por meios de apresentações. A cada ano, 1,25 milhões de pessoas se beneficiam de programas, oficinas e centros de recursos do museu. Desse total, mais do que 500 000 pessoas participam em programas comunitários.

## Instalações
A coleção permanente do Museu de Belas-Artes de Houston totaliza 63.718 peças em espaço de exposição de 270.000 pés quadrados (25.000 m2), colocando-o entre os museus de arte maiores nos Estados Unidos. As coleções e programas do museu estão alojados em sete instalações. Os edifícios principais (Lei e Beck) possuem 130.000 pés quadrados de espaço expositivo.

## História
O Museu de Belas-Artes de Houston (MFAH) é o museu mais antigo do Texas. Em 1917, o espaço em que o museu está localizado foi reservado para o Colégio Público de Arte de Houston, para que o local se torna-se um museu público de arte. Atualmente, o museu é composto por duas construções:  o "Caroline Wiess Law" e o "Audrey Jones Beck". Os dois prédios contém uma coleção primária de arte além de exibições temporárias.
O primeiro edifício do museu - aberto ao público em 1924 - representou a determinação dos Houstonianos de transformar sua crescente cidade em um rico centro cultural. Trustees e funcionários dedicaram a pequena coleção de arte à comunidade e definiram a função do museu como trazendo "arte para a vida cotidiana" de todos os Houstonianos. Hoje, os dois edifícios que a MFAH abrange abrigam suas principais coleções e exposições temporárias; dois museus de casas de artes decorativas; a escola de arte de estúdio de Glassell; um jardim de esculturas; uma instalação de última geração para conservação, armazenamento e arquivos; e um edifício administrativo com a escola de arte Glassell Junior.
Antes da abertura do museu permanente, em 1924, George M. Dickson deixou como legado a primeira coleção de pinturas a óleo importante da América e Europa. Em 1930, a patrona e sufragista Houstonian Annette Finnigan começou sua doação de antiguidades e a filantrópica Ima Hogg deu sua coleção particular de pinturas e desenhos da Vanguarda Europeia. O presente de Ima Hogg foi seguido pelas doações subsequentes de suas coleções do sudoeste da Native American e Frederic Remington durante a década de 1940. A mesma década testemunhou o legado de 1944 de oitenta e três pinturas renascentistas, esculturas e trabalhos em papel de renomados colecionadores de Nova York, Edith e Percy Straus. Durante as próximas duas décadas, presentes de famílias e fundações proeminentes de Houston concentraram-se na arte europeia dos séculos XV ao XX, pintura e escultura contemporânea e arte africana, oceânica e pré-colombiana. Entre estes estão os presentes dos curadores da vida, Sarah Campbell Blaffer, Dominique de Menil e Alice N. Hanzsen, bem como a Fundação Samuel H. Kress. Aumentado por compras de museu, a coleção permanente totalizou 12 mil objetos em 1970.

### Museu por volta de 1926
A coleção MFAH quase dobrou de 1970 a 1989, alimentada por contínuas doações de arte, juntamente com o advento do financiamento de doação de adesão e de doações empresariais. Em 1974, John e Audrey Jones Beck colocaram em empréstimo a longo prazo cinquenta obras-primas impressionistas e pós-impressionistas, aumentando a já impressionante coleção impressionista do museu. Esta coleção nunca deixaria o MFAH, formalmente entrando em suas participações em 1998 como um presente deAudrey Jones Beck. A coleção é exibida permanentemente no edifício que tem seu nome. Após a fundação da Fundação Cullen, a Fundação Brown, Inc., lançou uma subvenção de desafio em 1976, que entraria em vigor durante vinte anos, levando fundos para acessos e custos operacionais em montantes significativos e incentivando o apoio adicional da comunidade. Também em 1976, a coleção de fotografia foi criada com a primeira concessão corporativa da Target Stores para o museu. Hoje, o museu é o sexto maior do país.

## Gestão
Philippe de Montebello dirigiu o museu de 1969 a 1974. Durante os 28 anos de mandato de Peter C. Marzio entre 1982 e 2021m o atendimento anual do Museu de Belas Artes aumento para cerca de dois milhões e 300 mil pessoas. Seu orçamento operacional subiu de US$ 5 milhões para US$ 52 milhões e sua dotação atingiu US$ 1 bilhão (antes da recessão de 2008 ter reduzido seu valor para cerca de US$ 800 milhões). A coleção permanente do museu mais que triplicou de tamanho, passando de 20 mil obras para 63 mil. Em 2010, Marzio foi o sexto executivo-chefe de caridade mais bem pago do país, recebendo em 2008 US$ 1.054.939. Um ano depois que Peter Marzio morreu em 2010, Gary Tinterow foi nomeado o diretor do museu.

## Instalações
A coleção permanente do museu totaliza 63.718 peças em um espaço de exposição de 25 mil m², sendo um dos maiores museus de artes dos Estados Unidos. As coleções e programas do museu estão distribuídos em sete instalações. O principal prédio (Law and Beck) tem 12 mil m² de espaço expositivo.

### Campus principal
- Edifício Caroline Wiess Law: o edifício original neoclássico foi projetado em fases pelo arquiteto William Ward Watkin. A instalação original foi construída em 1924 e a ala leste e oeste foram adicionadas em 1926. A ala Memorial Robert Lee Blaffer foi projetada por Kenneth Franzheim e aberta ao público em 1953. A instalação incluiu melhorias estruturais importantes para galerias de artes, sendo a mais notável o ar condicionado. Duas adições subsequentes foram a Cullinan Hall e o Pavilhão Brown, que foram desenhados por Ludwig Mies van der Rohe e foram construídas, respectivamente em 1958 e 1974. Esta seção do Museu de Belas Artes é o único desenhado por Mies nos Estados Unidos. O edifício Caroline Wiess Law fornece um espaço ideal para exibir a coleção do museu de obras de artes dos séculos XX e XXI, bem como instalações de arte oceânica, arte asiática, artefatos de outo indonésios, pré-colombianos e subsaariano e obras de artes africanas.[8]
- Edifício Audrey Jones Beck: inaugurado ao público em 2000, o edifício foi projetado por Rafael Moneo, arquiteto espanhol que já venceu o Prêmio Pritzker.[9] Posteriormente os curadores do museu decidiram homenagear Andrey Jones Beck, lhe dando o nome da instalação, por causa da grande coleção que ele doou ao museu décadas antes.
- Edifício Nancy and Rich Kinder: em 2012 o museu escolheu o arquiteto Steven Holl em detrimento de outros dois finalistas, Snohett e Morphosis, em uma busca por alguém de fora dos Estados Unidos para uma expansão de 15.200 m²[10] que será ocupado principalmente por galerias de arte após 1900. O novo edifício ocupará uma área de dois hectares que atualmente é um estacionamento. A nova instalação do Museu de Belas Artes será integrada com o jardim de escultura adjacente, o Lillie and Hugh Roy Cullen Sculpture Garden, e a expandida Escola de Arte Glassell. O local também incluirá 25 galerias para exposições itinerantes, áreas educacionais, uma biblioteca, salas de aula, um teatro e um restaurante.[10] O museu espera que o projeto custe entre US$ 250 milhões e US$350 milhões com o processo de design durando cerca de dois anos, sendo seguido de cinco anos de construção.[11]
- Jardim de escultura Lillie and Hugh Roy Cullen: foi projetado pelo artista e arquiteto paisagista Isamu Noguchi e aberto em 1986. O Jardim de Escultura Lillie and Hugh Roy Cullen abriga mais de vinte e cinco obras-primas de alguns dos artistas mais aclamados dos séculos XIX, XX e XXI e outras grandes coleções. O próprio jardim é uma escultura que une os caminhos entre os edifícios Caroline Wiess Law e a Escola de Artes Glassell.
- Escola de Arte Glassell: fundada em 1979 e desenhada pelo arquiteto S.I. Morris, a escola oferece programas sob monitoramento da Studio School para Adultos. A Glassell School of Art serve como ala de ensino do Museu de Belas Artes, com uma variedade de aulas, workshops e oportunidades educacionais para estudantes de diferentes idade, interesses, experiência e necessidades. Em 2014, Steven Holl projetou um novo edifício em forma de L para a escola com um anfiteatro com rampa que leva a um jardim no telhado. Além de abrigar o jardim de Noguchi e o espaço ao ar livre para programas e performances, o prédio de 7.400 m² também conta com uma extensa área de garagem subterrânea.[10]
- Administração Central e Escola de Arte Glassell Júnior: o prédio, que foi inaugurado em 1994 e projetado pelo arquiteto do Texas Carlos Jimenez, abriga área administrativa do museu, assim como a Glassell Junior School of Art. Essa área do Museu de Belas Artes é a única instalação de museus nos Estados Unidos dedicada exclusivamente para aulas de artes para crianças.[12]

### Outras instalações
- Bayou Bend Collection and Gardens: apresenta uma das melhores coleções de arte e mobiliário decorativo americano. O lugar, uma antiga casa de Ima Hogg - americana líder de sociedade, filantropa, patrona e colecionadora de artes e uma das mulheres mais respeitadas do Texas no século XX -, foi projetado pelo arquiteto John F. Staub em 1927. Hogg doou a propriedade ao Museu de Belas Artes em 1957 e, em 1962, ela doou sua coleção de pinturas, móveis, cerâmicas, entre outros artigos. O edifício foi oficialmente aberto ao público em 1966. Ele fica situado em uma área de 57 mil m² de jardins e a 8 km do campus principal do museu. A casa histórica conta com documentos decorativos americanos e artes plásticas do século XVII até meados do século XIX.

- Rienzi: esta é a casa de artes decorativas europeias e o edifício foi doado ao Museu de Belas Artes por Carroll Sterling Masterson e Harris Masterson III em 1991. A residência, nomeada de Renzi Johnston, avô do Senhor Masterson, é situada em uma área de 18.400 m² e é cercado pelo bairro de River Oaks, Houston. A estrutura fi projetada em 1952 por John F. Staub, o mesmo arquiteto que projetou a Bayou Bend. Com construção concluída em 1954, Rienzi serviu como uma casa familiar e um centro para atividade cívica e filantrópica de Houston da década de 1950 até meados da década de 1990. Após a morte do Senhor Masterson, o Museu de Belas Artes transformou a casa em um museu e posteriormente a abriu ao público em 1999.[13]

- Nidhika and Pershant Metha Arts of India: é o unico espaço em Houston reservado para a Cultura de Arttes da Índia. Nidika e Pershant Metha contribuíram com US$ 500 mil para construir a instalação.[14]